# 森田清行
森田 清行（もりた きよゆき、1812年3月25日（文化9年2月13日）  - 1861年6月29日（文久元年5月22日））は、江戸時代末期（幕末）の武士（旗本）。1860年に万延元年遣米使節団において、正使新見正興、副使村垣範正、目付小栗忠順に次ぐ勘定方の責任者として日米修好通商条約批准書交換のためアメリカ合衆国に派遣された。通称は岡太郎、行（コウ）、字は士直、桂園または黄雪と号した。

## 生涯
田安徳川家家臣・大城樗山の子として生まれる。7歳の時に幕臣森田金助の養子となる。 
天保9年（1838年）、昌平坂学問所で実施される学問吟味甲科及第後、ただちに昌平坂学問所教授方出役となる。天保9年学問吟味同期の甲科及第者に向山誠斎（のち勘定組頭、『蠧余一得』『吏徴』『接蕃年表』など著述）、乙科及第者に久貝蓼湾（昌平坂学問所助教）がいた。
天保10年（1839年）昌平坂学問所勤番を命ぜられた。天保12年（1841年）に徒目付（かちめつけ）、嘉永2年（1849年）に小普請方と昇進する。
嘉永4年（1851年）4月、出羽国の代官に任命されるとともに、永々御目見以上となり、10月に甲斐国石和・市川の代官となり治績を上げた。安政4年（1857年）、摂津国、河内国、和泉国の三国支配へ異動。安政5年（1858年）に勘定組頭に就任する。
林述斎、古賀侗庵、野村篁園、友野霞舟など昌平坂学問所関係者で構成され、貴族的で端正な詩風と生活態度で知られた官学派と呼ばれる詩社の一員だった。そのため、甲斐国の代官時代は学問を奨励した。能蔵池（南アルプス市）に森田の治績の碑が残っている。

### 万延元年遣米使節

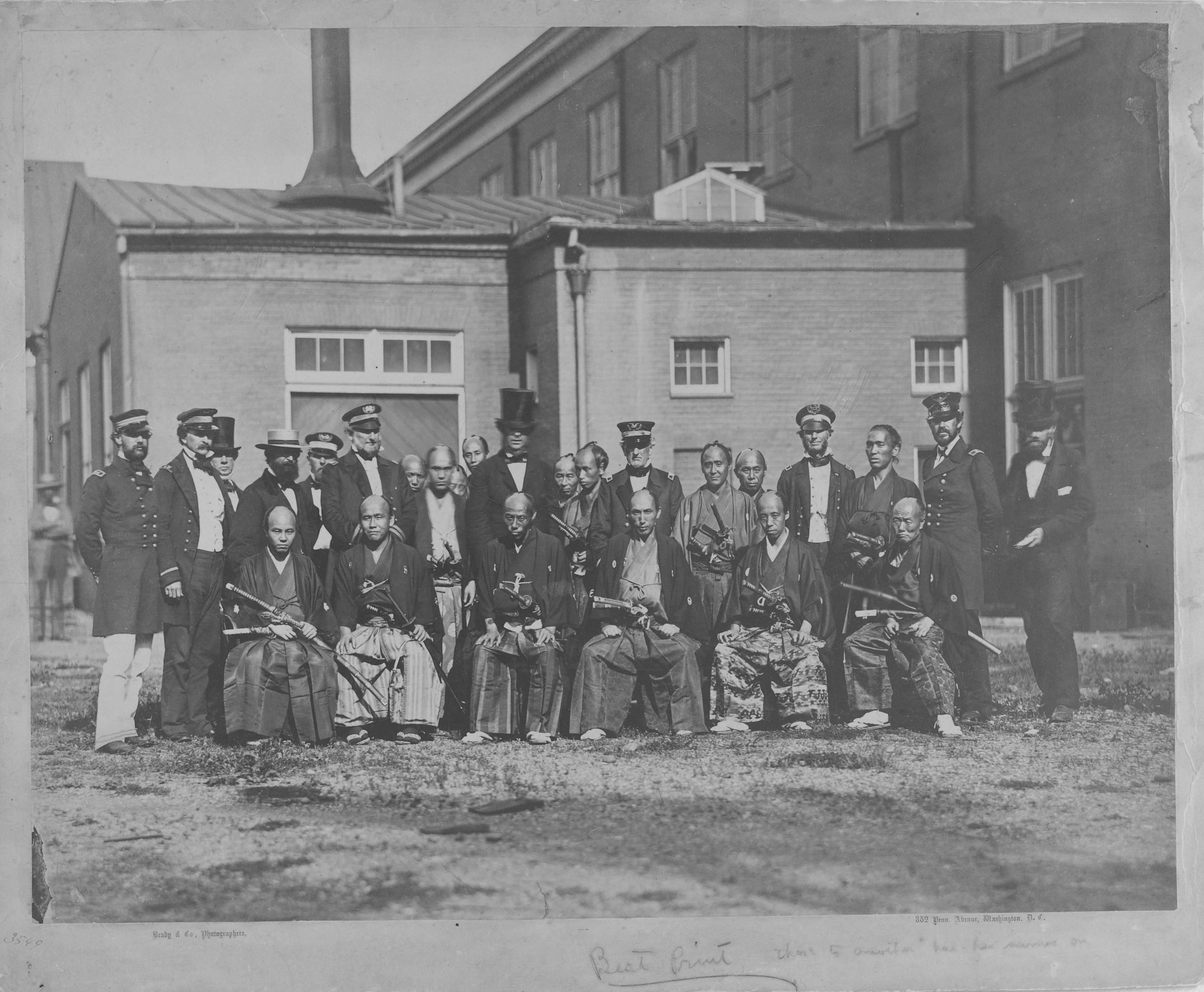
ワシントン海軍工廠での使節団：正使新見正興（中央）、副使村垣範正（左から3人目）、監察小栗忠順（右から2人目）、勘定方組頭、森田清行（前列右端）、外国奉行頭支配組頭、成瀬正典（前列左から2人目）、外国奉行支配両番格調役、塚原昌義（前列左端）

森田清行筆『亜行日記』（「万延元年遣米使節史料集成」第一巻に収録）

万延元年（1860年）、日米修好通商条約批准書交換に赴く万延元年遣米使節（正使：新見正興）に、勘定の責任者として任命される。その前年に「亜米利加国ニ派遣ニ付別段以布衣被仰付、百俵高ニ御加増成下」（『柳営補任』）と布衣に任命され、遣米使節では正使（新見）、副使（村垣）、監察（小栗）に次ぐ４番目の役職であった。出発前に娘婿である桂之丞が両御番に番入りを命じられ親子ともに出仕したが、このような例はあまり多くなかった。幕府勘定組頭の職にあった森田は使節の会計方を務めていた。使節の中では三使に次ぐ地位にあり、年齢的にも49歳ということもあって、森田は一行における裏方の要として大きな役割を果たした。正使新見正興には、『亜行詠』という紀行歌文集が残されているが、その中には、行き届いた気配りを見せた森田に対する感謝の言葉が記されている。使節の随員として『亜行日記』『亜米利加航海出入簿』などの数種の記録を残している。
　森田は勘定組頭に就く以前に、学問所教授方出役や学問所勤番を勤めたこともあり、また妻は幕府の御儒者で漢詩人として知られた友野霞舟の娘であったことからも分かるように、漢詩文の素養を十分に備える知識人でもあった。森田の使節随員としての紀行漢詩集が『航米雑詩』である。森田はアメリカから帰国した翌年の文久元年、不運にも50歳で病没するが、遺言にしたがって娘婿である桂之丞が草稿を整理し、関係者に序跋を依頼して、その年のうちに出版されている。
　『航米雑詩』には百首の詩が収められ、帰国直後に書かれた桂園の自序も付されている。巻頭に浅野梅堂が「観風光国」の四文字を題し、序文を大槻盤渓と大沼枕山、跋文を木村芥舟が草している。甲斐の広瀬保庵と五味安郎右衛門が遣米使節に随行したのは、森田が代官を務めた縁による。咸臨丸で渡航した木村摂津守（木村芥舟）とは少年時代からの友人であり、サンフランシスコで小栗忠順とともに木村の宿舎に宿泊している。
ポーハタン号の士官で貨幣掛だったギャラガー（B.E.Gallagher）が、商人として横浜で商売をする話をしたとき、日本国内での物価の騰貴を予見している。また、サンフランシスコ到着後に日本の金1両 = 4米ドル金貨の換算比率と推定したが、これは米国側から示された日米金銀貨分析結果報告からもかなり正確な値だったことがわかっている。また、機関車購入や鉄道敷設の資金調達方法、米国の金利、税法、予算等各種制度について聴取し、行く先々で米値段や菜種油の物価情報を収集し、国産白米を相手 に見せてどのくらいで売れるかと聞き、『亜行日記』に残した。

### アメリカ政府との通貨交渉

森田清行筆『宝貨筆記』

この使節団の目的の一つが、通貨交換比率の交渉であり、その特命担当が監察小栗忠順であった。ワシントンでの条約批准書交換前日に小栗から通貨交渉について考えている旨を打ち明けられ、条約批准書交換後に小栗中心にカス国務長官に申し出て約半月にわたってアメリカ政府と通貨交渉を行っていた詳細な記録と、アメリカ政府からの回答が、勘定方組頭であった森田の手控としての記録に残っている。また、使節の帰国後幕府への報告として提出された『米行使節金貨比較商議一件』にも日本側の申入れ、アメリカ政府からの回答や通貨分析の記録が記載されている。
日本においては、銀はもともと丁銀や豆板銀などの、重量を以て貨幣価値の決まる秤量貨幣として流通していたが、江戸後期に発行された一分銀は通貨発行益による歳入を目的とした額面が記載された計数貨幣であった。 その貨幣価値は、金貨である一分金と等価とされ、1/4両に相当する。しかし、天保一分銀は幕府の極印を打つことにより実際の重さの3倍の価値を持たせた、幕府の信用を背景とした名目貨幣であった。幕末には一分銀の通貨発行益が幕府歳入の4割を占めており発行高が丁銀をはるかに上回るものとなっていたため、天保以降では銀貨流通の主流となっていた。
ペリーによる日米和親条約の締結時には、1ドル＝一分銀1枚による交換比率に決まったが、その後ハリスによる日米修好通商条約では、ハリスの主張により同じ種類の貨幣を同じ重さで交換する「同種同量交換の原則」が盛り込まれ、幕府は米国側に押し切られ、その重量を基に1ドル＝一分銀3枚の交換比率を承諾することになる。その後、外国奉行水野忠徳が同種同量交換できる貿易用の貨幣として二朱銀を発行するも、ハリス・オールコックら外国公使団に認められず、わずか２２日で通用停止となる。
結果として、日本の貨幣価値が1/３になったことを意味し、貿易において日本が３倍損をする状態となっていた。また、金の含有量で比較すると、天保小判5両が米国20ドル金貨（Double Eagle）に等しい。このため、1ドル（メキシコ銀貨）→3分（一分銀）→0.75両（天保小判）→3ドル（20ドル金貨）と、両替を行うだけで、莫大な利益を上げることができた。結果、大量の小判が海外へ流出することになった。
これを防止するため、一分銀が計数貨幣であり外国貨幣と重さで交換できないことを認めてもらう必要があった。小栗はワシントン滞在中、条約批准書交換後カス国務長官に申し出、約半月にわたってアメリカ政府と通貨交渉を行った。小栗は天保小判、一分銀およびそれと同じ額面を持つ一分金、二朱銀をフィラデルフィアの造幣局に送って分析させ、一分銀の35.6セントに対し、一分金は89セントに相当することを確認させた。この交渉の過程で「一分銀は楮幣（紙幣のような通貨）」であり重さで交換できないこと、同種同量交換できるよう発行した二朱銀をハリスが認めないこと、結果として日本が3倍損をする状況になっていることを説明し、フィラデルフィア造幣局での分析結果を基に、「洋銀と一分銀の交換は禁止し、90セント=1分として一分金との交換を行う」ことを主張した。米国側は小栗の主張の正当性は理解したものの、合意には至らなかった。
ワシントンの後に往訪したフィラデルフィア造幣局での分析実検の結果、１両＝３ドル６０セントの為替レートが決定する。このとき同行した佐野鼎（現在の開成学園の創始者）の記録に「このような価値の低い貨幣で、我が国の貿易港で物品を買われると其の損は甚だしく、近いうちに庶民は疲労するだろう」と森田が嘆いたと書かれている。また、森田は「米国人が米国でドルで物品を買うときは、我が国でおよそ金１分で買える程度の品物を１ドルで買うという。これは米国の貨幣の価値が低く、我が国の貨幣の価値が高いということである。しかしながら重さや混合物の性質などを詳しく比較すれば、我が国の貨幣よりも米国の貨幣は量が約３倍である。従って条約の内容はやむを得ないところである」と佐野に説明した。物を基準に価値が高い、低いとする森田の発言の背景にある考え方は、物やサービスの価格を基準に為替レートを考える「購買力平価説」と同様であり、1921年にスウェーデンの経済学者、グスタフ・カッセルが『外国為替の購買力平価説』として発表する60年よりも前に先駆けていた。
結局、金銀交換比率を諸外国並とするため、幕府は小栗の帰国を待つことなく、天保小判の1/3弱の金含有量の万延小判を新たに発行することになるが、結果として大幅なインフレを招くこととなった。
→「幕末の通貨問題」「万延元年遣米使節 § 通貨の交換比率の交渉」も参照

### 帰国後
病気により文久元年（1861年）に50歳（数え年）で死去した。天春院殿清行桂園居士。墓は東京市ヶ谷長泰寺。
| 墓銘     |                      |
| 文学通顕 | 文学通顕、           |
| 忠勤蜜勿 | 忠勤蜜に勿む。       |
| 三萬里外 | 三萬里の外、         |
| 聲馳誉溢 | 聲馳せ誉溢る。       |
| 吁嗟若人 | 吁嗟がくのごとき人、 |
| 洵不出世 | 洵に世に出でざらん。 |

墓銘は、昌平坂学問所の学問吟味同期で、官学派詩壇の仲間である久貝蓼湾が撰し、浅野長祚が揮毫した。

## 系譜
- 実父：大城樗山（詩文を能くして友野霞舟と交流）
- 養父：森田金助（幕臣）
- 妻：勝（友野霞舟（昌平坂学問所教授・甲府徽典館初代学頭）の三女）

## 関連文献
- 田中一貞 編『万延元年遣米使節図録』田中一貞、1920年。
- 田中一貞 編『万延元年遣米使節写生集』田中一貞、1920年。
- 日米修好通商百年記念行事運営会 編『万延元年遣米使節史料集成 第1巻』風間書房、1961年。
- 日米修好通商百年記念行事運営会 編『万延元年遣米使節史料集成 第2巻』風間書房、1961年。
- 村上直『代官 幕府を支えた人々』人物往来社、1963年。
- 村上直『天領』人物往来社、1965年。
- 服部逸郎『七十七人の侍アメリカへ行く』講談社、1965年。
- 綱淵謙錠『幕臣列伝』中央公論社、1981年。
- マサオ・ミヨシほか『我ら見しままに : 万延元年遣米使節の旅路』平凡社、1984年。